# التحجير في الأساطير والخيال
التحجير (بالإنجليزية: Petrifaction أو petrification)، يُعرف على أنه تحويل الناس إلى حجارة، هو موضوع مشترك في الفلكلور والميثولوجيا، بالإضافة إلى بعض الأعمال في الأدب المعاصر.

## تاريخيًا

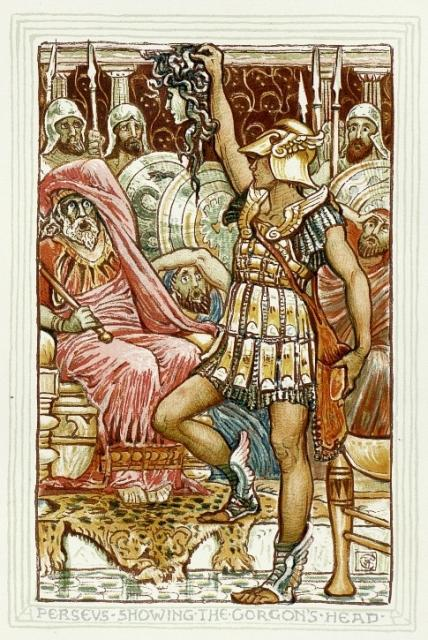
بيرسيوس يحول الملك إلى حجر برأس ميدوسا

يقترن التحجير بأساطير ميدوسا، والباسيليسك، والسفارتالفار، والأصلة وغيرها. في الحكايات الخرافية، قد تُحول الشخصيات التي فشلت في مسعى ما إلى حجر إلى أن يُنقذها البطل الناجح، كما في حكايات مثل العملاق الذي لم يمتلك قلبًا في جسده، ومياه الحياة، والمياه الراقصة، والتفاحة المغنية، والطير الناطق، بالإضافة إلى حكايا الترولات.
في الفلكلور الكورنوالي، تُستخدم قصص التحجير لتفسير أصل نُصب الجنادل ما قبل التاريخية مثل دوائر الحجر والمونوليثات، متضمنة دوائر عذارى مريم الحجرية، وعذارى بوسكيدنان التسع، وحجارة تريغيسيل الراقصة، والمقذوفات. كان عملاق كارديف الذي يُفترض أنه متحجر واحدًا من أكثر الخدع شهرة في تاريخ الولايات المتحدة.

### الميثولوجيا اليونانية
- كانت ميدوسا غوروغونة، وحشًا له أفاعٍ سامة حية بدلًا عن الشعر. كان التحول إلى حجر مصير الناظر إلى وجهها.
- في أوديسة هوميروس، يُذكر أن الإله بوسيدون قد حول سفينة فيشية إلى حجر، عقابًا لهم على مساعدتهم خصيمه أوديسيوس: «بنقرة واحدة من يده المبسوطة، حولها (أي السفينة) إلى حجر وأرساها إلى قعر البحر».[1] في الأزمنة الكلاسيكية، مُيزت جزيرة بونتيكونيسي الصغيرة، في مياه كورسيرا (كورفو) على أنها سفينته المتحجرة.
- وفقًا لبعض الأدباء، عندما قاتل هرقل الأسد النايمي حظي بمساعدة ثعبان أرضيّ في هذا الكفاح، إذ تبعه الثعبان إلى ثيفا واستقر في أوليس. اعتُبر لاحقًا ثعبان الماء الذي افترس العصافير وتحول إلى حجارة في النبوءة حول حرب طروادة.
- كانت آيوديم ابنة إيتونوس وحفيدة أمفيكتيون. كانت كاهنة معبد أثينا إيتونيا الذي بناه والدها. في إحدى الليالي، تجلت أثينا أمامها؛ وعند رؤيتها رأس ميدوسا الذي كان مغزولًا في ثوب الإلهة، تحولت آيوديم إلى حجارة. مذ ذاك الوقت، تشعل كاهنة نارًا على المذبح كل يوم، مرددة ثلاثًا: «آيوديم حية وتطالب بالنار».[2]
- ليثايا شخصية ميثولوجية ذُكرت بصورة موجزة في كتاب التحولات لأوفيد.[3] نتيجة غطرستها، حولتها الآلهة إلى حجارة على جبل إيدا. رغب حبيبها أولينوس مقاسمتها الإثم، فشاركها مصيرها.
- كان باتوس شخصية في الميثولوجيا اليونانية، وهو من شهد على سرقة هيرميز لماشية أبولو.